# Ліцей № 142
Ліцей № 142 — освітній заклад у Солом'янському районі міста Києва, за адресою провулок Політехнічний, 2-А. Викладання здійснюється українською мовою. У ліцеї навчаються учні 5—11 класів, прийом до 5 та 8—10 класів здійснюється на конкурсній основі. Навчання за фізико-математичним та хіміко-технологічним та англійсько -математичним профілями.

## Історія
Школа № 142 Солом'янського району м. Києва була заснована 12 грудня 1956 року. Починаючи з 1984 р. школа спеціалізується на поглибленому вивченні математики й фізики. 1989 року школі надано статус спеціалізованої школи фізико-математичного профілю.
1991 року середня школа № 142 одна з найперших у місті стає ліцеєм.

## Педагогічний колектив
У ліцеї працюють 63 досвідчені педагоги, серед яких 34 вчителі вищої категорії. Серед учителів ліцею:
- 3 кандидати наук;
- 4 вчителі-лауреати, які мають грант Сороса;
- 15 відмінників освіти;
- 6 вчителів-методистів;
- 8 старших учителів.

## Гуртки
У ліцеї діють гуртки: «Математичний лабіринт» (5 кл.), «Юний бібліофіл» (5—7 кл.), клуб «Краєзнавці України» (8—11 кл.), «Київ та кияни» (6—7 кл.), «Червона калина» (5—7 кл.), клуб «Еко» (5—7 кл.), «Комп'ютер» (5—7, 9 кл.), лекторські групи «Народна медицина», «Твоє здоров'я», «Правознавець», «Історичні портрети» (5—7 кл.), приладобудування (8—11 кл.), спортивного танцю.

## Досягнення
Щороку учні ліцею беруть активну участь у Всеукраїнських олімпіадах, де посідають призові місця. Зокрема, один з учнів ліцею виборов 2-ге місце в Міжнародній олімпіаді з математики в Аргентині. Двоє учнів школи двічі отримували грант Сороса. Учні ліцею є дійсними членами Малої академії наук «Дослідник».
Щороку 99 % випускників ліцею стають студентами вищих навчальних закладів.

## Відомі випускники
- Бенатов Данило Емілович (випуск 1993 року) —  кандидат технічних наук, доцент кафедри екології та технології рослинних полімерів КПІ ім. Ігоря Сікорського, волонтер, журналіст.
- Гуляєв Кирило Дмитрович (випуск 2002 року)  — кандидат технічних наук, старший науковий співробітник, завідувач відділу інформаційних та комунікаційних технологій Інституту телекомунікацій і глобального інформаційного простору НАНУ, лауреат державної премії в галузі освіти
- Павленко Максим Миколайович (випуск 1987 року) - український журналіст, редактор, медіаменеджер.
- Яровицина Тетяна (випуск 1996 року)  — українська поетеса, організаторка літературно-просвітницьких заходів, авторка текстів пісень, перекладачка.